# Schollen (Luckau)
Schollen (niedersorbisch Šawlica) ist ein Gemeindeteil von Karche-Zaacko, einem Ortsteil der Stadt Luckau im Landkreis Dahme-Spreewald in Brandenburg.

## Lage
Schollen liegt in der Niederlausitz, etwa vier Kilometer nördlich der Stadt Luckau. Umliegende Ortschaften sind Kreblitz im Norden, Karche im Süden, Wierigsdorf im Südwesten, Gießmannsdorf im Westen sowie Rüdingsdorf im Nordwesten. Westlich fließt die Berste an Schollen vorbei.
Schollen liegt an der Kreisstraße K 6138 und westlich der Kreisstraße K 6137. Die Bundesstraße 96 verläuft etwa einen Kilometer westlich des Dorfes und verbindet den Ort mit Luckau und Golßen.

## Geschichte
Schollen wurde am 25. April 1299 als Scholin erstmals urkundlich erwähnt. In einer Urkunde aus dem Jahr 1529 wird der Name Schollyn genannt. Der Ortsname stammt aus der sorbischen Sprache und wird verschieden gedeutet. Nach einer Möglichkeit beschreibt er eine von Pfählen erbaute Siedlung, die andere Deutung geht auf den slawischen Personennamen Skola zurück. Arnošt Muka nennt den sorbischen Namen Šawlica, was in etwa Ort auf dem Kiebitzfeld bedeutet.
Im Jahr der Ersterwähnung war das Sackgassendorf im Besitz der Adelsfamilie Ileburg und kam in den Besitz des Klosters Dobrilugk. 1529 wurde das Dorf an die Stadt Luckau verpfändet, die das Dorf 1554 als Eigentum erwarb. 1708 zählte man in Schollen neun Bauernstellen. Im Jahr 1844 hatte Schollen 92 Einwohner, die in 14 Gebäuden lebten. Das Dorf war nach Gießmannsdorf eingepfarrt. Im Ort wurde damals eine Windmühle erwähnt. Verwaltungstechnisch gehörte Schollen zur Stadt Luckau.
Nach dem Wiener Kongress kam das zuvor sächsische Schollen an das Königreich Preußen. Dort lag das Dorf ab spätestens 1816 im Landkreis Luckau im Regierungsbezirk Frankfurt. Zum 1. Juli 1950 wurde die Gemeinde in das südlich gelegene Karche eingemeindet. Am 25. Juli 1952 wurde Schollen dem neu gebildeten Kreis Luckau im Bezirk Cottbus zugeordnet. Zum 1. Januar 1957 erfolgte die Eingemeindung von Karche mit dem Ortsteil Schollen in die neue Gemeinde Karche-Zaacko. Nach der Wende lag Schollen zunächst im Landkreis Luckau und schloss sich am 25. Mai 1992 dem Amt Luckau an. Im Zuge der brandenburgischen Kreisreform vom 6. Dezember 1993 wurde die Gemeinde Karche-Zaakow mit seinen Ortsteilen dem Landkreis Dahme-Spreewald zugeordnet. Am 31. Dezember 1999 wurde Karche-Zaakow mit dem Ortsteil Schollen nach Luckau eingemeindet.

## Bevölkerungsentwicklung
| 1875 | 87 | 1925 | 88 | 1946 | 121 |
| 1890 | 93 | 1933 | 82 |      |     |
| 1910 | 88 | 1939 | 67 |      |     |